# Рододендрон великолепный
Рододендрон великолепный (лат. Rhododéndron decorum) — вечнозелёный кустарник, вид подсекции Fortunea, секции Ponticum, подрода Hymenanthes, рода Рододендрон (Rhododendron), семейства Вересковые (Ericaceae).
Китайское название: 大白杜鹃 da bai du juan.
Используется в качестве декоративного садового растения.

## Распространение и экология
Леса, заросли; 1000—3300 метров над уровнем моря.
Китай (Гуйчжоу, Сычуань, Юньнань), северная Мьянма.

## Ботаническое описание

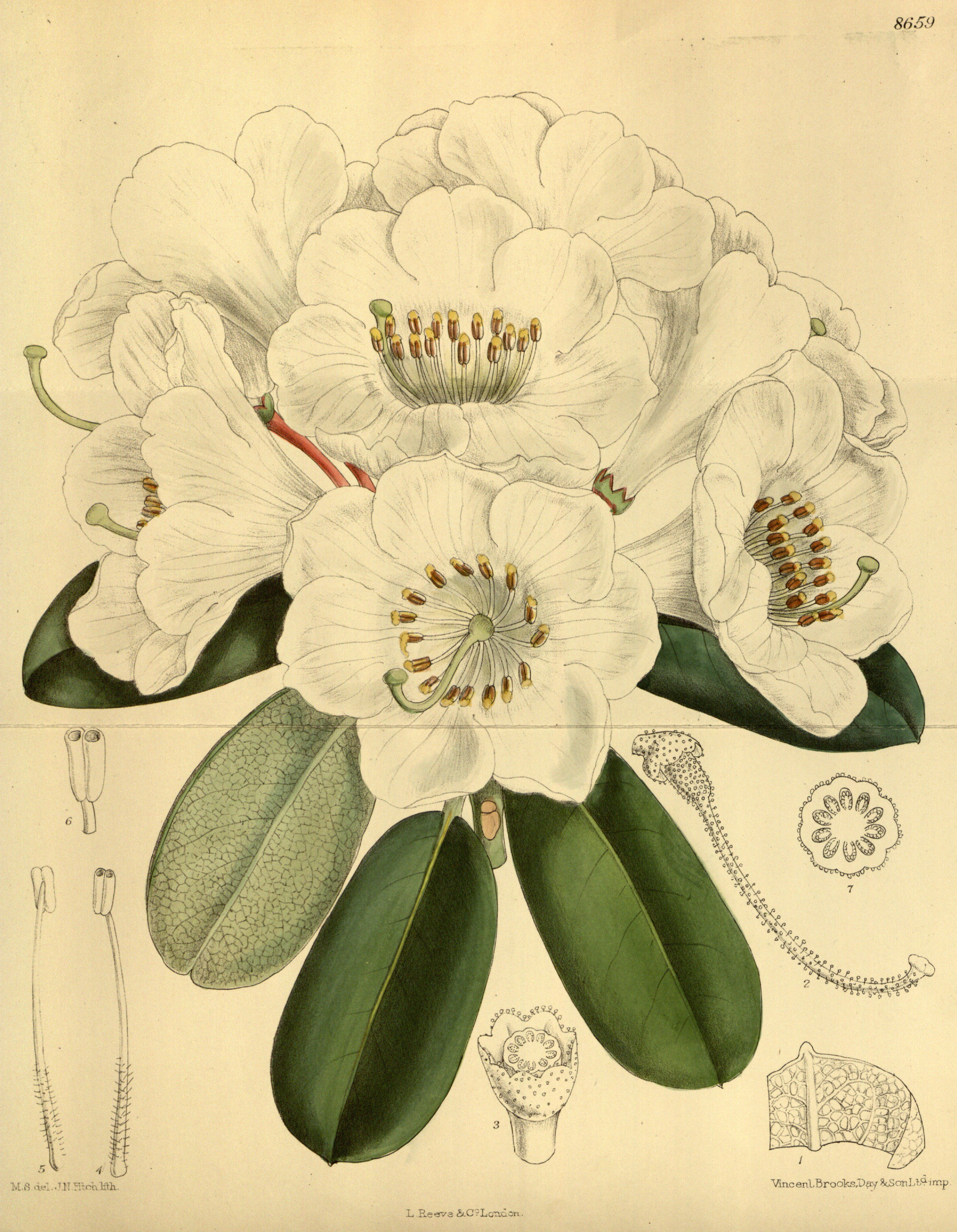
Rhododendron mucronatum
Curtis's Botanical Magazine, London., vol. 142 [= ser. 4, vol. 12]: Tab. 8659

Кустарники или небольшие деревья 1—6 метра высотой. Молодые побеги зеленоватые, голые.
Черешок листа 12—40 мм, листовые пластинки кожистые, продолговато-яйцевидные или продолговато-эллиптические, 5—19 (—30) × 3—11 см, основания сердцевидные или клиновидные почти округлые; верхушке тупые, округлые или остроконечные; у взрослых листьев обе поверхности голые; снизу бледно-зелёные; сверху тёмно-зелёные.
Соцветие 8—10-цветковые. Цветоножки 2,5—4 см, железисто-волосистые; долей чашечки 5, 1.5—2,5 мм; венчик от широковоронкообразного до колокольчатого. Цветки душистые, от белого до бледно-розового цвета, 3—10 × 5—9 см. Тычинок 13—16; яичники цилиндроконические, около 6 мм, густо железисто опушённые; рыльце пестика 2—5 (—6,5) мм в диамере.
Цветение: апрель-июнь.

## Подвиды
- Rhododendron decorum subsp. cordatum W. K. Hu - основания листовых пластинок сердцевидные; черешок 1,2—1,4 см.
- Rhododendron decorum subsp. decorum (Batalin) H. Hara - черешок 1,7—2,3 см; листовые пластинки продолговатые или продолговато-обратнояйцевидные, 5—14,5 × 3—5,7 см; венчик 3—5 см.
- Rhododendron decorum subsp. diaprepes (I. B. Balfour & W. W. Smith) T. L. Ming - черешок 2,4—4 см; листовые пластинки от продолговато-эллиптических до продолговато-обратноланцетных, 12—19 (—30) × 4,4—11 см; венчик (6,5—) 8—11 см.
- Rhododendron decorum subsp. parvistigmatis W. K. Hu - основания листовых пластинок тупые или округлые; черешок 1,5—4 см.[3]

## В культуре
В культуре известен с 1899 года. В Латвии интродуцирован в 1955 году. Зимостойкость хорошая. В Риге цветёт и плодоносит. В условиях Нижегородской области испытаны 5 образцов. Все вымерзли не достигнув возраста цветения.
Выдерживает понижения температуры до −18 °С.